# Губичский сельсовет
Губичский сельсовет (белор. Губіцкi сельсавет) — административная единица на территории Буда-Кошелёвского района Гомельской области Белоруссии. Административный центр — агрогородок Губичи.

## История
Образован 20 августа 1924 года в составе Буда-Кошелевского района Бобруйского округа БССР. С 27 октября 1927 года в составе Гомельского округа. После упразднения окружной системы 26 июля 1930 года в Буда-Кошелевском районе БССР. С 20 февраля 1938 года в составе Гомельской области.
В состав Губичского сельсовета входили в настоящее время не существующие: до 1930 года посёлок Дубенск, до 1964 года посёлок Подлесье (до 1929 года назывался Пятихатка).
16 декабря 2009 года в состав сельсовета включена территория упразднённого Старобудского сельсовета, в том числе деревни Старая Буда, Недойка, Еленец, поселки Боец, Борок, Долина, Левады, Осовок, Восход, Подчистое, Светлый, Соловьёв, Ясмень, входившие в состав Старобудского сельсовета.
12 мая 2018 года упразднён посёлок Соловьёв.

## Состав
Губичский сельсовет включает 22 населённых пункта:
- Боец — посёлок
- Борок — посёлок
- Вольный — посёлок
- Восход — посёлок
- Гора — посёлок
- Губичи — агрогородок
- Губичский Кордон — посёлок
- Долина — посёлок
- Еленец — деревня
- Интернационал — посёлок
- Левады — посёлок
- Наспа — деревня
- Недойка — деревня
- Николаевка — деревня
- Новая Жизнь — посёлок
- Осовок — посёлок
- Подчистое — посёлок
- Приречье — посёлок
- Светлый — посёлок
- Старая Буда — деревня
- Уютный — посёлок
- Ясмень — посёлок

Упразднённые населённые пункты:
- Соловьёв — посёлок